# Mixes
Mixes ili Impossible Mixes remix je album australske pjevačice Kylie Minogue. Objavljen je 3. kolovoza 1998. godine u Ujedinjenom Kraljevstvu u izdanju diskografske kuće Deconstruction Records. Prvo izdan samo kao specijalni vinilni album, kasnije je izdan kao dupli-CD album zbog zahtjeva Minogueinih obožavatelja. Mixes debitirao je na 63. mjestu na top ljestvici u Ujedinjenom Kraljevstvu, ostao je na ljestvici jedan tjedan prije nego što ju je napustio na 75. mjestu. 

## Popis pjesama
Disk 1:
| Br. | Skladba                            | Trajanje |
| --- | ---------------------------------- | -------- |
| 1.  | »Too Far« (Brothers in Rhythm mix) | 10:21    |
| 2.  | »Too Far« (Junior Vasquez mix)     | 11:44    |
| 3.  | »Some Kind of Bliss« (Quivver mix) | 8:39     |
| 4.  | »Breathe« (Tee's Freeze mix)       | 6:59     |
| 5.  | »Breathe« (Sash! Club mix)         | 5:20     |

Disk 2:
| Br. | Skladba                                                         | Trajanje |
| --- | --------------------------------------------------------------- | -------- |
| 1.  | »Breathe« (Nalin & Kane remix)                                  | 10:11    |
| 2.  | »Did it Again« (Trouser Enthusiasts' Goddess of Contortion mix) | 10:22    |
| 3.  | »Did it Again« (Razor'n Go mix)                                 | 11:21    |
| 4.  | »Too Far« (Brothers in Rhythm Dub mix)                          | 8:31     |

Napomena: "Too Far" (Brothers in Rhythm Dub mix) nije na vinilnom izdanju.